# ベトナム国家銀行
ベトナム国家銀行（ベトナムこっかぎんこう、ベトナム語：Ngân hàng Nhà nước Việt Nam / 銀行茹渃越南、英語: State Bank of Vietnam）は、ベトナムの中央銀行である。
フランス植民地時代に、インドシナ銀行は金融システムを管理したばかりか、フランス領インドシナの商業銀行であった。1945年8月のベトナム八月革命の後、ベトナム民主共和国 （北ベトナム） は金融システムがフランスから独立する予定だった。1951年5月6日、ホーチミンはベトナム国家銀行の確立のために法案を署名した。1960年、銀行の名前は今のベトナム国家銀行に変わった。南ベトナムの体制崩壊でも、2つの中央銀行はまだ統一しなかったが、1976年7月に、ようやく2つの国の管理構造は公式的に統一した。

## ホームページ
- ベトナム国家銀行ホームページ （ベトナム語）（英語）